# Dassault Falcon 7X

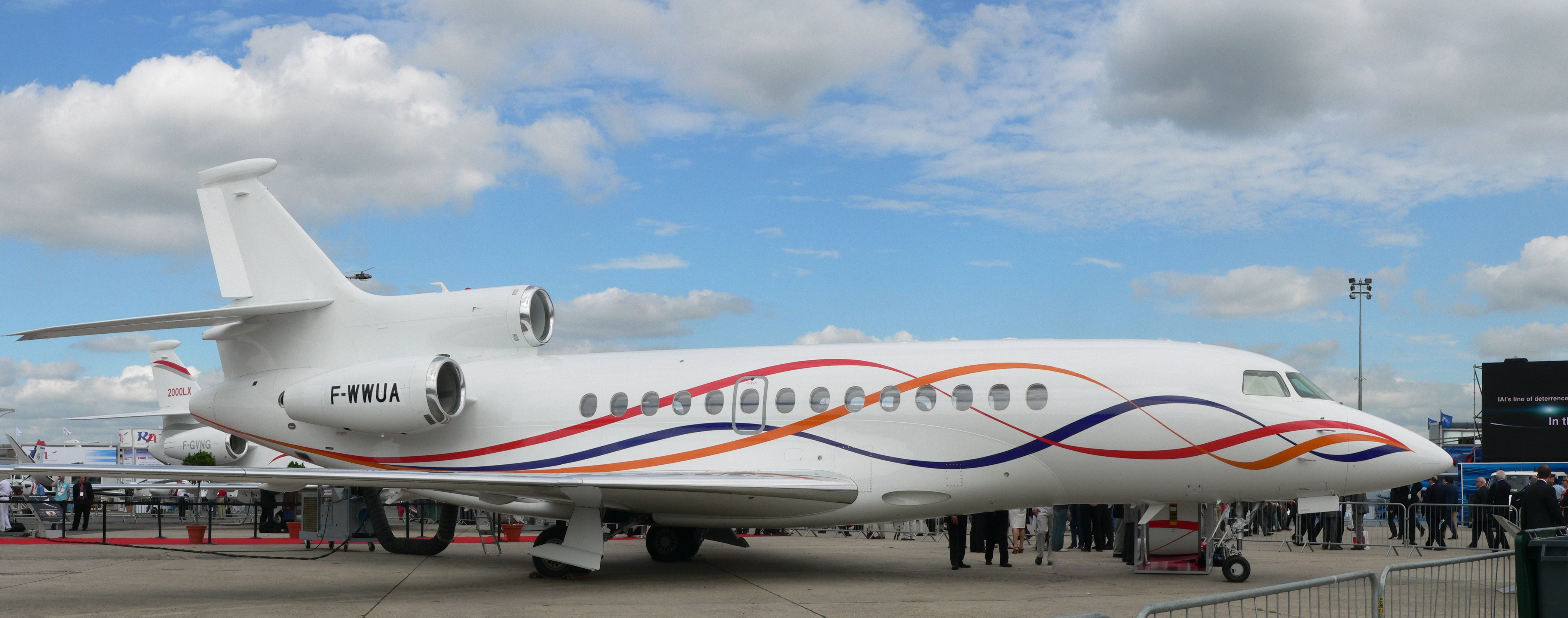
Dassault Falcon 7X.

Dassault Falcon 7X är ett affärsjet med lång räckvidd tillverkad av Dassault Aviation, och företagets främsta flygplanstyp i klassen. Dassault Falcon 7X hade premiär på flygmässan i Paris 2005. Kostnad per enhet är 50 miljoner USD.